# مايرا كيتون
مايرا كيتون (بالإنجليزية: Myra Keaton)‏ (13 مارس 1877 - 21 يوليو 1955) الاسم بالكامل مايرا إديث كاتلر Myra Edith Cutler  كانت مؤدية أمريكية في الڤودڤيل وممثلة في الأفلام الصامتة، وكانت والدة الممثل والمنتج والمخرج باستر كيتون.

## وصلات خارجية
- مايرا كيتون على موقع IMDb (الإنجليزية)
- مايرا كيتون على موقع قاعدة بيانات الفيلم (الإنجليزية)
- Keaton biography